# Francisco Cáffaro
Francisco Cáffaro (El Trébol, 19 maggio 2000) è un cestista argentino con cittadinanza italiana.

## Carriera
Milita nei Cavaliers della University of Virginia. Ha disputato il Mondiale U-19 2017 e quello 2019. Disputa i Giochi olimpici 2020 con la Nazionale maggiore.
È il fratello di Agustín Cáffaro, anch'egli cestista.

## Palmarès
- Miglior quintetto al FIBA Americas Championship 2018[2]